# Busch (Solingen)
Busch ist eine Hofschaft in der bergischen Großstadt Solingen. In der Hofschaft befindet sich das Hofschaftsmuseum „Am Busch“, das das Hofschaftsleben in einem Fachwerkhaus aus dem Jahre 1752 veranschaulicht.

## Lage und Beschreibung
Busch liegt im Südosten des Solinger Stadtbezirks Gräfrath nahe der Grenze zu Solingen-Mitte. Der Ort befindet sich in den zur Wupper abfallenden Gebieten östlich der Lützowstraße. Die zu der Hofschaft gehörenden Gebäude befinden sich am Ende der Straße Buscher Feld, die dort in Serpentinen zu den östlich liegenden Orten Rathland und Külf abfällt. Bei Busch entspringt der Külfer Bach, der bei der Fleußmühle in den Fleußmühler Bach mündet.
Benachbarte Orte sind bzw. waren (von Nord nach West): Ketzberg, Rathland, Altenfeld, Külf, Stöcken, Stöckerberg, III. Stockdum, Scheiderirlen, Buscher Feld sowie Zentral.

## Etymologie
Der Ortsname Busch bezeichnet ein bewaldetes Gebiet. Diesen Namen trug auch der Dorper Ort Elsterbusch bis 1935.

## Geschichte
In dem Kartenwerk Topographia Ducatus Montani von Erich Philipp Ploennies, Blatt Amt Solingen, aus dem Jahre 1715 ist der Ort mit einer Hofstelle verzeichnet und als Buſch benannt. Der Ort gehörte zur Honschaft Ketzberg innerhalb des Amtes Solingen. Die Topographische Aufnahme der Rheinlande von 1824 verzeichnet den Ort als zum Busch und die Preußische Uraufnahme von 1844 als Busch. In der Topographischen Karte des Regierungsbezirks Düsseldorf von 1871 ist die Hofschaft als Busch verzeichnet.
Nach Gründung der Mairien und späteren Bürgermeistereien Anfang des 19. Jahrhunderts gehörte Busch zur Bürgermeisterei Gräfrath. 1815/16 lebten 66 Einwohner, 1830 76 Menschen im als Dorf kategorisierten Ort. 1832 war Busch weiterhin Teil der Honschaft (Ketz-)Berg innerhalb der Bürgermeisterei Gräfrath.  Der nach der Statistik und Topographie des Regierungsbezirks Düsseldorf als Hofstadt kategorisierte Ort besaß zu dieser Zeit zehn Wohnhäuser, fünf Fabriken bzw. Mühlen und neun landwirtschaftliche Gebäude. Zu dieser Zeit lebten 73 Einwohner im Ort, davon 23 katholischen und 50 evangelischen Bekenntnisses. Die Gemeinde- und Gutbezirksstatistik der Rheinprovinz führt den Ort 1871 mit 15 Wohnhäusern und 138 Einwohnern auf. Im Gemeindelexikon für die Provinz Rheinland werden 1885 14 Wohnhäuser mit 82 Einwohnern angegeben. 1895 besitzt der Ortsteil 15 Wohnhäuser mit 87 Einwohnern, 1905 werden 13 Wohnhäuser und 85 Einwohner angegeben.
Mit der Städtevereinigung zu Groß-Solingen im Jahre 1929 wurde Busch ein Ortsteil Solingens. Die Straßenbezeichnung Busch erlosch bereits frühzeitig nach der Städtevereinigung, die Gebäude sind seit 1935 alle zur Straße Buscher Feld nummeriert. Seit 1986 stehen von den historischen Fachwerkhäusern in Busch die Häuser Buscher Feld 32 und 34 sowie der Gebäudekomplex der Hausnummern 38, 40, 42 unter Denkmalschutz.

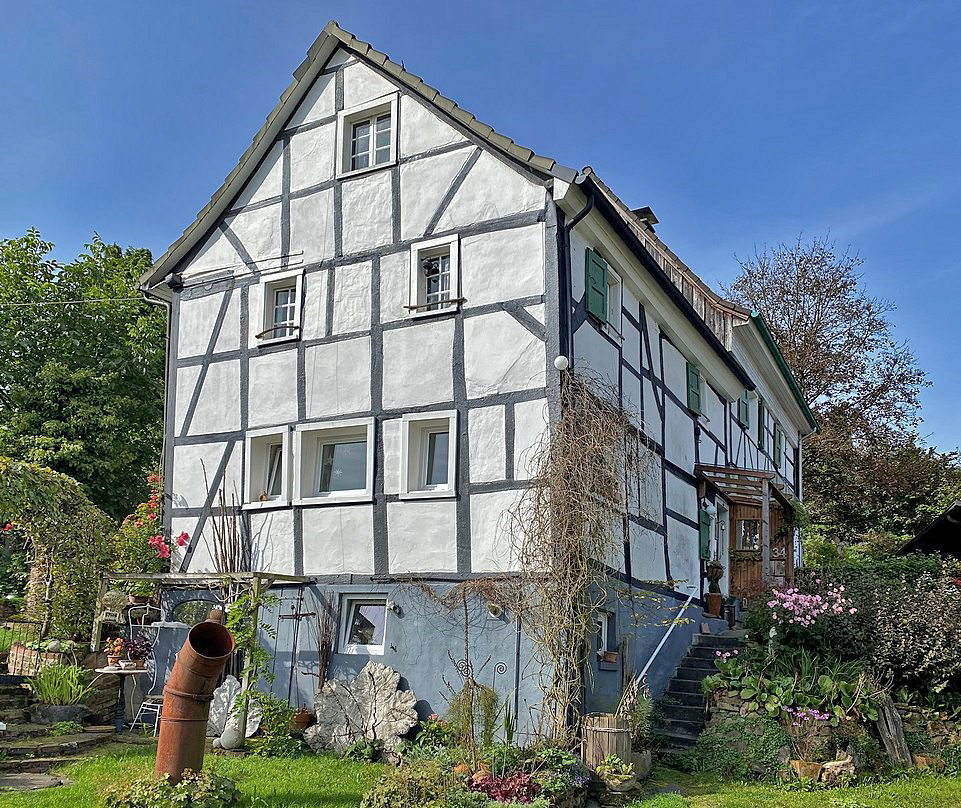
Buscher Feld 34
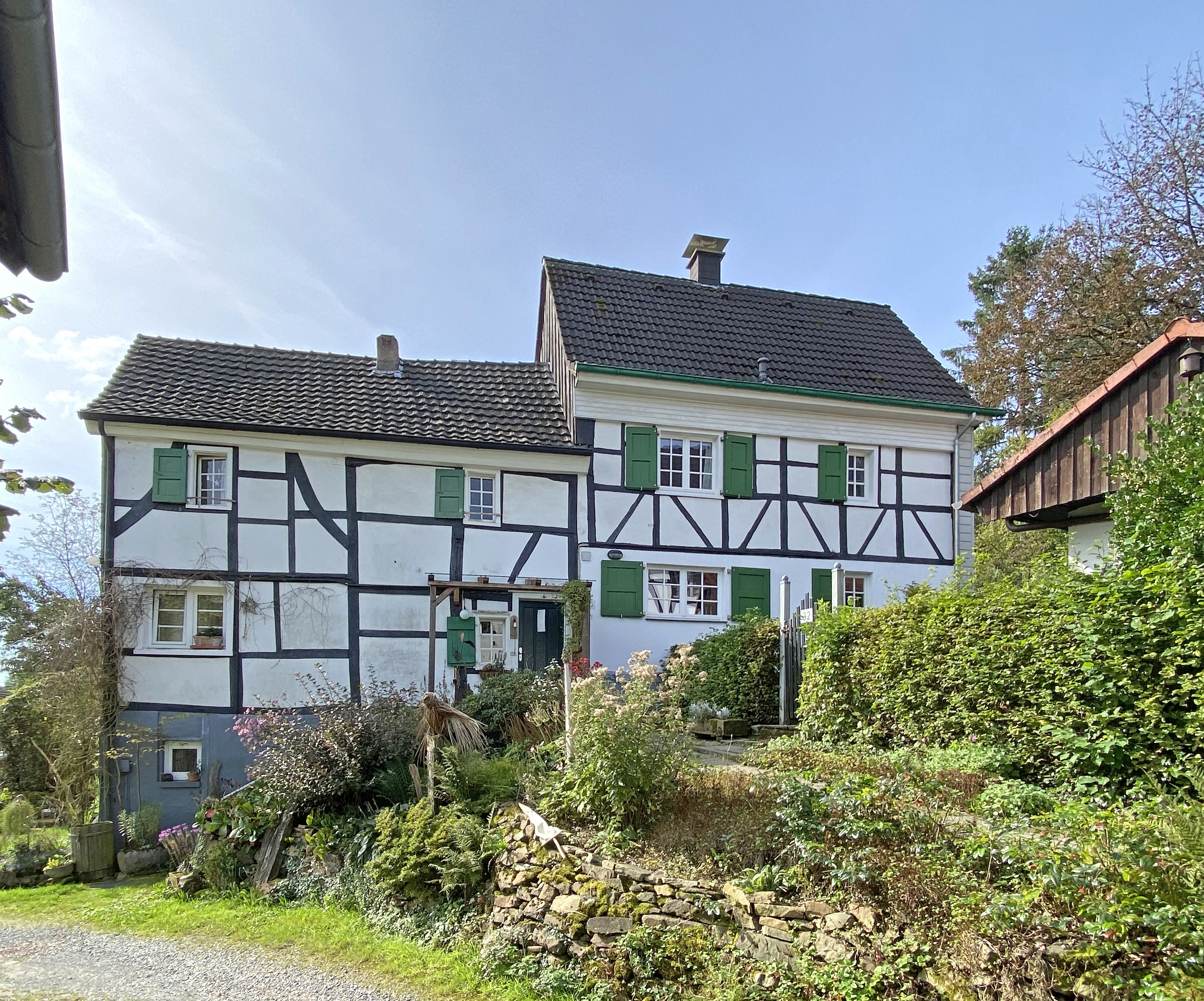
Buscher Feld 32/34
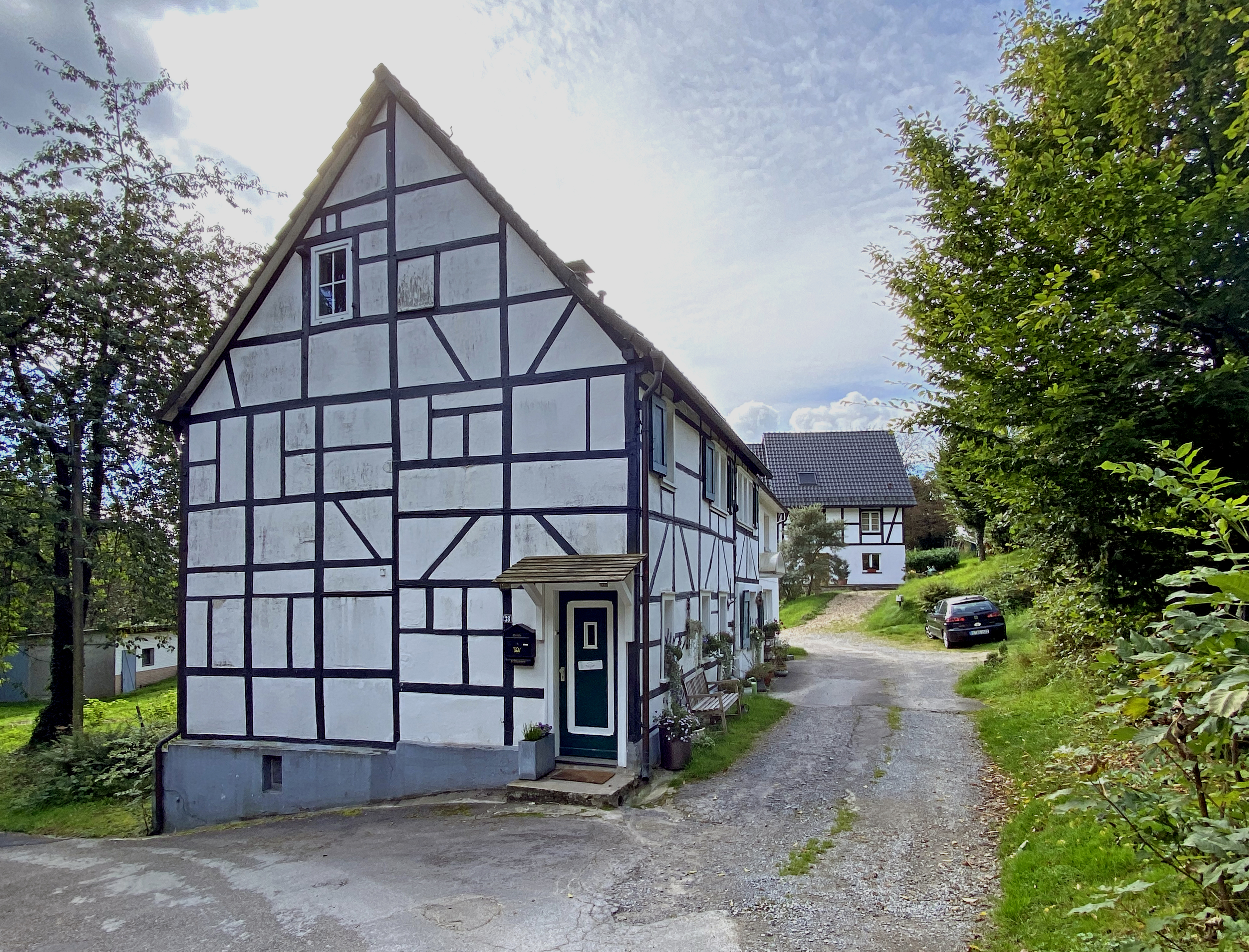
Buscher Feld 38/40
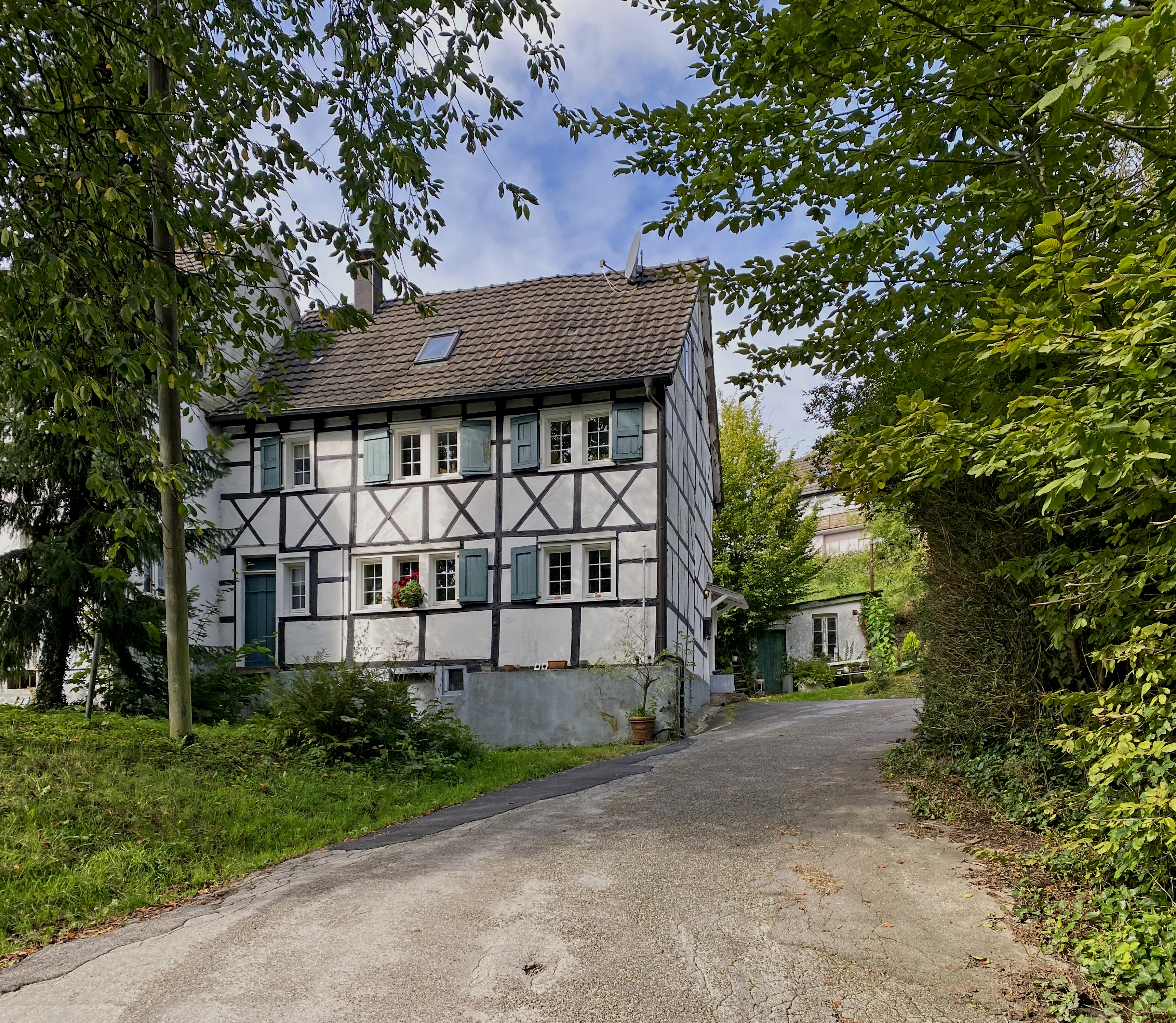
Buscher Feld 42
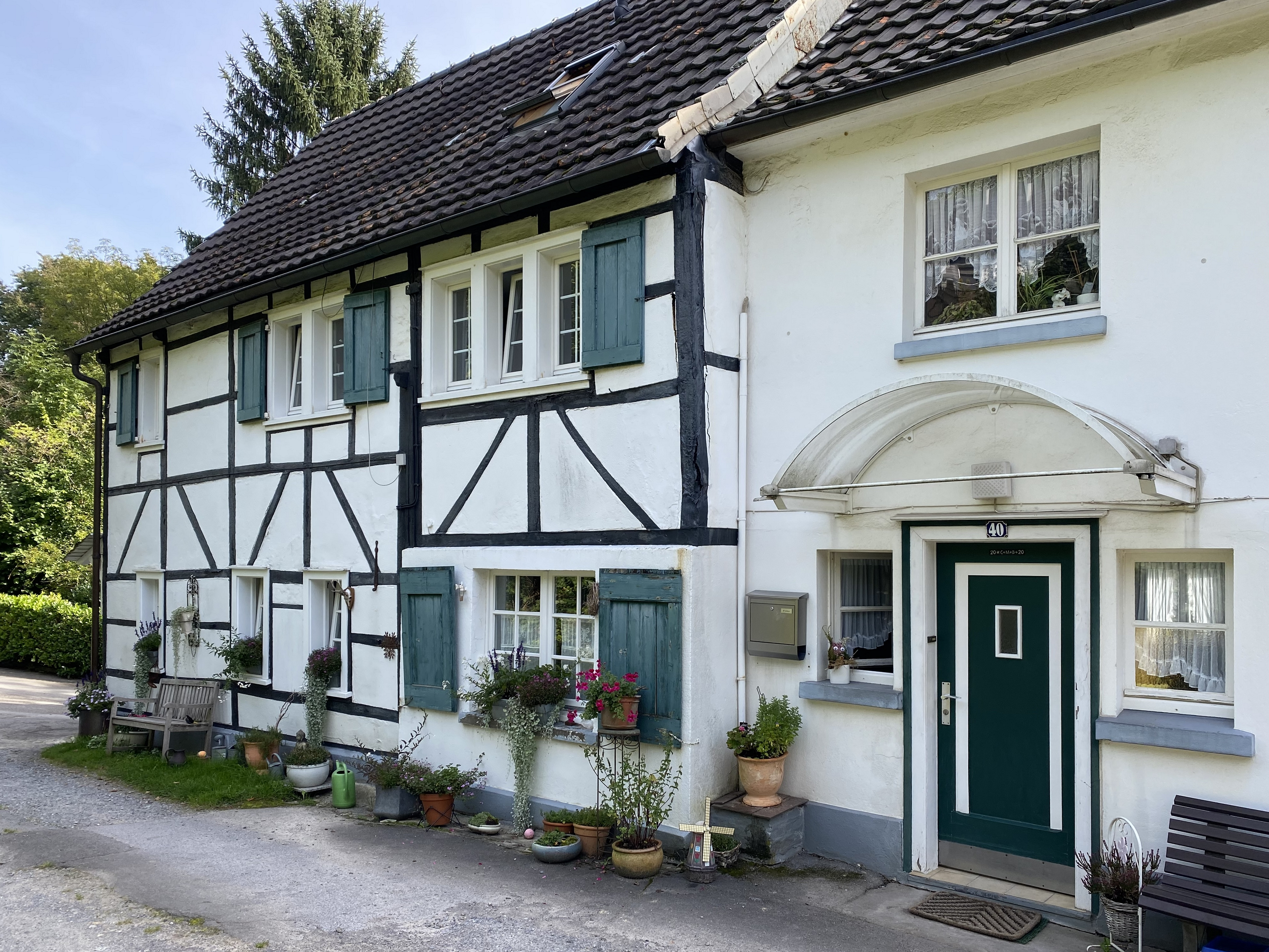
Buscher Feld 38/40